# Lissoclinum karenae
Lissoclinum karenae är en sjöpungsart som beskrevs av Kott 2005. Lissoclinum karenae ingår i släktet Lissoclinum och familjen Didemnidae. Inga underarter finns listade i Catalogue of Life.